# Bill Bland
Bill Bland, född 1916, död 2001, var en brittisk marxist-leninist med albansk anknytning, så som ordförande i trettio års tid för det stalinistiska Albanian Society i Storbritannien. Från sitt hem redigerade han sällskapets kvartalstidskrift Albanian Life. 1962 inbjöds han till Albanien av arbetarpartiets centralkommitté och ägnade sig åt kunskapsspridning å Albaniens räkning. Han hade som syfte att stärka banden mellan Albanien och Storbritannien och upprätta diplomatiska relationer mellan länderna. Det kommunistiska Albanien bröt banden med Bill Bland och Albanian Society 1968-1978 på grund av sällskapets antikinesiska hållning i den sino-sovjetiska konflikten men kontakterna återupptogs efter den sino-albanska brytningen. Bill Bland spelade en viktig roll i grundandet av det marxist-leninistiska Kommunistiska förbundet i Storbritannien.